# Посёлок учхоза «Стенькино»
Посёлок учхо́за «Сте́нькино» находится в Рязанском районе Рязанской области России. Входит в состав Высоковского сельского поселения.

## География
Посёлок Учхоза «Стенькино» расположен примерно в 19 км к юго-западу от центра Рязани на автомобильной трассе Р132.

## История
Деревня Стенькина была пожалована Иваном Грозным боярину Фёдору Ивановичу Шереметьеву «за Ленневардскую службу» в XVI веке, затем принадлежала его дочери И. Ф. Шереметьевой, вышедшей замуж за боярина С. В. Головина (ум. 1634). Далее троюродному племяннику последнего стольнику М. А. Головину (ум. до 1725), от которого перешла его дочери Е. М. Головиной, бывшей замужем за тайным советником Н. П. Салтыковым (1704—1755). После усадьбой владела их дочь М. Н. Салтыкова (ум. 1788), вышедшая замуж за смоленского губернатора тайного советника князя М. С. Козловского (ум. 1767) и их дети, у которых в 1785 году усадьбу купил надворный советник П. Н. Дубовицкий (1753—1825), женатый на Н. И. Медвецкой (1754—1849). С 1840 года их внук хирург, учёный-медик, Президент Медико-хирургической Академии надворный советник П. А. Дубовицкий (1815—1868), женатый на М. А. Стахович (1827—1872). Далее усадьбой владела его сестра С. А. Дубовицкая (1821—1883), вышедшая замуж за генерала С. Ю. Мерхелевича (1800—1872). Затем сын последних, титулярный советник А. С. Мерхелевич (1850—1900), женатый первым браком на Е. Н. Дитерихс (1858—1887), вторым на О. Л. Жемчужниковой (1864—1921), дочери гравера, художественного критика и мемуариста Л. М. Жемчужникова (1828—1912). Последний владелец усадьбы до 1917 года сын А. С. Мерхелевича от второго брака коннозаводчик А. А. Мерхелевич (1893 — 1918/20). При нём в усадьбе имелся конный завод рысистых пород лошадей.
Сохранился руинорованный главный дом в стиле классицирующей эклектики 1840 года, конный двор, конюшня и заброшенное здание богадельни (устроенной П. А. Дубовицким), все в стиле позднего классицизма, а также часть парка и пруды. Покровская церковь, строительство которой было начато П. Н. Дубовицким в 1800 году и не было завершено, утрачено.
В Рязанском художественном музее им. И. П. Пожалостина и Рязанском музее-заповеднике хранятся работы художницы Н. А. Дубовицкой (1817—1893), сестры П. А. Дубовицкого, поступившие из имения Стенькино.
П. Н. Дубовицкого портретировал В. Л. Боровиковский (Государственный музей искусств им. А. Кастеева Республики Казахстан).
В 1890—1900 годах усадьбу посещал поэт А. М. Жемчужников, один из соавторов произведений, создававшихся под литературным псевдонимом Козьма Прутков. Ряд стихотворений им был создан в Стенькино.
В 1905 году усадьба относилась к Екимовской волости Рязанского уезда. В усадьбе проживало 34 человека.
В 1866 году в 14 километрах восточнее от села была построена станция Стенькино на Рязано-Уральской железной дороге. При станции возник одноимённый посёлок.
В 1917 г. усадьба была национализирована и разграблена. В начале 1920-х годов на базе бывшей усадьбы был создан совхоз «Стенькино», в котором работали 185 рабочих и 3 служащих. После создания в Рязани сельскохозяйственного института на базе совхоза «Стенькино» было организованно опытное учебное хозяйство (учхоз), где студенты проходят производственную практику.

## Население
| 1859 | 2010 |
| ---- | ---- |
| 547  | ↗962 |

## Транспорт и связь
Посёлок имеет регулярное автобусное сообщение с областным центром.
В посёлке имеется сельское отделение почтовой связи Учхоз Стенькино (индекс 390505).